# بيت الحاج والحنكة (بني العوام)

تعديل مصدري - تعديل

بيت الحاج والحنكة هي إحدى قرى عزلة بني القدمي بمديرية بني العوام التابعة لمحافظة حجة، بلغ تعداد سكانها 192 نسمة حسب تعداد اليمن لعام 2004.